# Gorges de l'Areuse
Gorges de l'Areuse är en kanjon i Schweiz.   Den ligger i kantonen Neuchâtel, i den västra delen av landet, 50 km väster om huvudstaden Bern. Gorges de l'Areuse ligger 472 meter över havet.
Terrängen runt Gorges de l'Areuse är varierad. Runt Gorges de l'Areuse är det mycket tätbefolkat, med 1 056 invånare per kvadratkilometer.. Närmaste större samhälle är La Chaux-de-Fonds, 15,6 km norr om Gorges de l'Areuse. 
I omgivningarna runt Gorges de l'Areuse växer i huvudsak blandskog.